# Andrea Padula
Andrea Rocco Padula (Mendrisio, 4 aprile 1996) è un calciatore italiano con cittadinanza rumena, difensore dell'UTA Arad.

## Biografia
È nato a Mendrisio da padre italiano e madre rumena, paese di cui possiede la cittadinanza.

## Caratteristiche tecniche
Terzino sinistro di piede destro, può essere impiegato anche come esterno di centrocampo e come ala, ruolo in cui aveva iniziato la carriera.

## Carriera
Cresciuto nel settore giovanile del Lugano, disputa le prime stagioni professionistiche in prestito al Chiasso; il 18 gennaio 2018 passa, sempre a titolo temporaneo, al Monza. Il 9 luglio seguente viene acquistato a titolo definitivo dal Chiasso, con cui firma un biennale; messosi in mostra con i rossoblù, il 13 gennaio 2020 si trasferisce al Wil, con cui firma fino al 2021. Dopo un'ottima seconda parte di campionato, l'11 settembre 2020 viene acquistato dal Basilea, con cui firma un triennale, dove ritrova come allenatore Ciriaco Sforza, che lo aveva appena allenato con i bianconeri.
L'esperienza con i rossoblù è tuttavia condizionata da un lunghissimo infortunio, che lo costringe a uno stop forzato di oltre un anno; il 31 agosto 2022 lascia il club e l'indomani viene tesserato dal Bellinzona. Poco impiegato dai granata a causa di un infortunio al ginocchio destro, il 20 giugno 2023 viene tesserato dal FCU Craiova. Dopo lo svincolo dai biancoblù, il 7 luglio 2025 si lega all'UTA Arad.

## Statistiche

### Presenze e reti nei club
Statistiche aggiornate al 14 agosto 2025.
| Stagione           | Squadra            | Campionato         | Campionato | Campionato | Coppe nazionali | Coppe nazionali | Coppe nazionali | Coppe continentali | Coppe continentali | Coppe continentali | Altre coppe | Altre coppe | Altre coppe | Totale | Totale | Totale |
| Stagione           | Squadra            | Comp               | Pres       | Reti       | Comp            | Pres            | Reti            | Comp               | Pres               | Reti               | Comp        | Pres        | Reti        | Pres   | Reti   |        |
| ------------------ | ------------------ | ------------------ | ---------- | ---------- | --------------- | --------------- | --------------- | ------------------ | ------------------ | ------------------ | ----------- | ----------- | ----------- | ------ | ------ | ------ |
| 2016-2017          | Chiasso            | CL                 | 31         | 2          | CS              | 3               | 2               | -                  | -                  | -                  | -           | -           | -           | 34     | 4      |        |
| 2017-gen. 2017     | Chiasso            | CL                 | 11         | 0          | CS              | 0               | 0               | -                  | -                  | -                  | -           | -           | -           | 11     | 0      |        |
| gen.-giu. 2018     | Monza              | C                  | 2+1        | 0          | CI-C            | -               | -               | -                  | -                  | -                  | -           | -           | -           | 3      | 0      |        |
| 2018-2019          | Chiasso            | CL                 | 31         | 5          | CS              | 2               | 1               | -                  | -                  | -                  | -           | -           | -           | 33     | 6      |        |
| 2019-gen. 2020     | Chiasso            | CL                 | 13         | 0          | CS              | 0               | 0               | -                  | -                  | -                  | -           | -           | -           | 13     | 0      |        |
| Totale Chiasso     | Totale Chiasso     | Totale Chiasso     | 86         | 7          |                 | 5               | 3               |                    | -                  | -                  |             | -           | -           | 91     | 10     |        |
| gen.-giu. 2020     | Wil                | CL                 | 18         | 4          | CS              | -               | -               | -                  | -                  | -                  | -           | -           | -           | 18     | 4      |        |
| sett. 2020-2021    | Basilea            | SL                 | 14         | 0          | CS              | 0               | 0               | UEL                | 3                  | 0                  | -           | -           | -           | 17     | 0      |        |
| 2021-2022          | Basilea            | SL                 | 0          | 0          | CS              | 0               | 0               | UECL               | 0                  | 0                  | -           | -           | -           | 0      | 0      |        |
| lug.-ago. 2022     | Basilea            | SL                 | 2          | 0          | CS              | 0               | 0               | UECL               | 1                  | 0                  | -           | -           | -           | 3      | 0      |        |
| Totale Basilea     | Totale Basilea     | Totale Basilea     | 16         | 0          |                 | 0               | 0               |                    | 4                  | 0                  |             | -           | -           | 20     | 0      |        |
| ago. 2022-2023     | Bellinzona         | CL                 | 5          | 0          | CS              | 1               | 0               | -                  | -                  | -                  | -           | -           | -           | 6      | 0      |        |
| 2023-2024          | FCU Craiova        | L1                 | 27         | 0          | CR              | 2               | 1               | -                  | -                  | -                  | -           | -           | -           | 29     | 1      |        |
| 2024-2025          | FCU Craiova        | L2                 | 24         | 1          | CR              | 1               | 0               | -                  | -                  | -                  | -           | -           | -           | 25     | 1      |        |
| Totale FCU Craiova | Totale FCU Craiova | Totale FCU Craiova | 51         | 1          |                 | 3               | 1               |                    | -                  | -                  |             | -           | -           | 54     | 2      |        |
| 2025-2026          | UTA Arad           | L1                 | 5          | 0          | CR              | 0               | 0               | -                  | -                  | -                  | -           | -           | -           | 5      | 0      |        |
| Totale carriera    | Totale carriera    | Totale carriera    | 183+1      | 12         |                 | 9               | 4               |                    | 4                  | 0                  |             | -           | -           | 197    | 16     |        |